# Juan José de Elhúyar
Juan José De Elhuyar y Lubice (Logroño (Espagne), 15 juin 1754 - † Bogota (Colombie), 20 septembre 1796) est un minéralogiste et chimiste espagnol. 

Il est surtout connu pour avoir isolé le tungstène de la wolframite avec son frère Fausto de Elhuyar.
Les frères Elhuyar ont fait leurs études tout d'abord à Paris, puis à l'école des mines (Bergakademie) de Freiberg.
Après avoir isolé le tungstène avec son frère en 1783, il part en 1784 pour la Colombie, où il sera superintendant des mines de la Vice-royauté de Nouvelle-Grenade jusqu'à sa mort en 1796.